# Наґаяма Рюджю
Рюджю Рюджю (15 квітня 1996 , Бібай ) — японський дзюдоїст, срібний та бронзовий призер Олімпійських ігор 2024 року, призер чемпіонатів світу, чемпіон Азії.

## Виступи на Олімпіадах
| Олімпіада  | Дисципліна      | Місце |
| ---------- | --------------- | ----- |
| Париж 2024 | до 60 кг        | 3     |
| Париж 2024 | змішана команда | 2     |